# R.A.E.C. Mons
R.A.E.C. Mons là một câu lạc bộ bóng đá Bỉ đặt trụ sở tại Mons. Mons tham dự giải vô địch bóng đá Bỉ từ mùa bóng 2006-07.

## Thành tích
- Giải vô địch bóng đá hạng hai Bỉ:
  - Vô địch (1): 2005-06
- Giải vô địch bóng đá hạng ba A Bỉ:
  - Vô địch (1): 1984-85